# M. Shettihalli, Pandavapura
M. Shettihalli là một làng thuộc tehsil Pandavapura, huyện Mandya, bang Karnataka, Ấn Độ.